# وینارتسه
وینارتسه (به صربی: Vinarce) یک منطقهٔ مسکونی در صربستان است که در لسکواس واقع شده‌است. وینارتسه ۳٬۰۹۰ نفر جمعیت دارد و ۲۱۲ متر بالاتر از سطح دریا واقع شده‌است.